# Conrad Bareiß
Conrad Bareiß, auch Conrad Bareiss, (* 7. April 1880 geboren als Conrad Christoph(e) in Chicago, Illinois; † 21. Mai 1958 in Zürich) war ein deutscher Unternehmer und Kunstsammler. Er war Inhaber einer Kammgarnspinnerei. 1927 wurde er Ehrenbürger der Stadt Salach.

## Leben

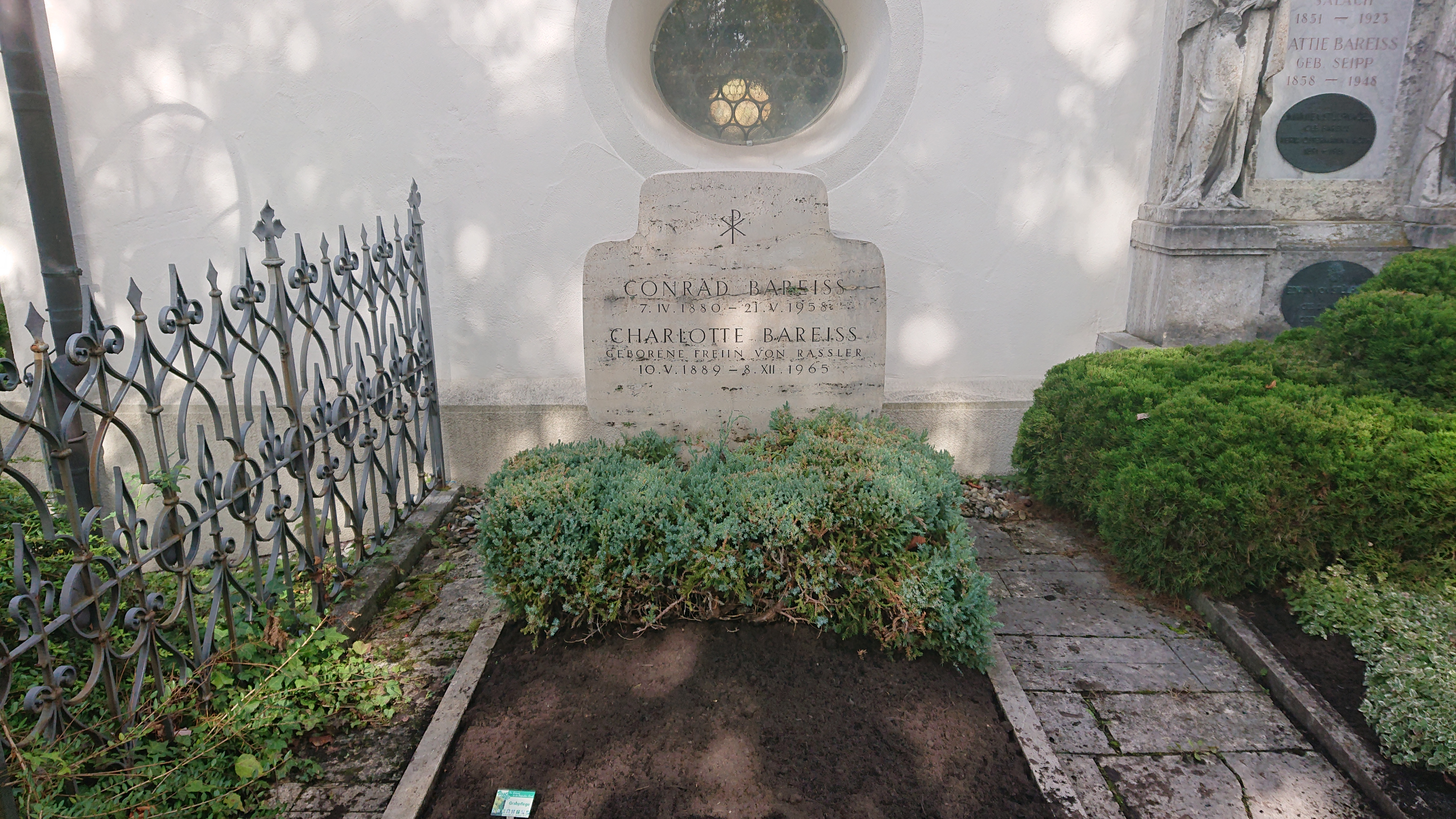
Grabstätte von Conrad und Charlotte Bareiss, geb. Freiin von Rassler auf dem Friedhof in Salach

Er war der Sohn von Henrietta „Hattie“ Christoph(e) geborene Seipp aus einer wohlhabenden Familie in Chicago. Seine Mutter lernte den Fabrikbesitzer Otto Bareiß aus Salach kennen und als beide 1888 heirateten, adoptierte dieser deren Sohn Conrad, der daraufhin den Namen des Vaters annahm. Otto Bareiß förderte in Salach die heimische Industrie, so dass dieser dort 1923 zum Ehrenbürger ernannt wurde.
Nach dem Besuch des Humanistischen Gymnasiums weilte Conrad Bareiß ein Jahr zu Studienzwecken in England, danach studierte er an den Technischen Hochschulen in Berlin und Zürich. Im Anschluss daran unternahm er ausgedehnte Bildungsreisen durch England, Frankreich und die USA. Nach dem Tod des Vaters wurde er Inhaber der Firma Schachenmayr, Mann & Co., Kammgarnspinnerei Salach bei Göppingen. Als solcher wurde er Mitglied und Vorstandsmitglied zahlreicher anderen Gesellschaften, so war er zum Beispiel Vorsitzender des Aufsichtsrates der Kammgarnspinnerei Bietigheim. Außerdem war er Mitglied des Rotary Klubs Stuttgart und war als Kunstsammler bekannt.
Der heutige Katholische Kindergarten Hattie Bareiss in Salach wurde 1927 von ihm und seiner Ehefrau gestiftet und trägt heute den Namen seiner Mutter.

## Familie
Verheiratet war Conrad Bareiß mit Charlotte Freiin von Rassler vom Gammerschwang (1889–1965). Zu ihren beiden gemeinsamen Kindern zählt Walter Bareiss (* 24. Mai 1919), der in Chicago geboren wurde und in den USA lebte.

## Ehrungen
- Am 1. Oktober 1927 wurde er zum Ehrenbürger seiner Heimatstadt Salach ernannt.
- Ernennung zum Ehrensenator der Technischen Hochschule Stuttgart
- Die 1961 in Wien uraufgeführte Philadelphia Symphony wurde ihm gewidmet.